# Brady Corbet
Brady James Monson Corbet (pron. AFI: [kɔrˈbɛ]; Scottsdale, 17 agosto 1988) è un regista, sceneggiatore ed ex-attore statunitense.
È noto per i suoi ruoli da attore bambino nel cinema indipendente, come quello di Mason Freeland in Thirteen - 13 anni (2003) e Brian Lackey in Mysterious Skin (2004), mentre da adulto per quelli in film di autori europei, come Peter in Funny Games (2007) di Michael Haneke e Tim in Melancholia (2011) di Lars von Trier. A partire dal 2014, si è dedicato esclusivamente alla carriera di regista e sceneggiatore, vincendo il Leone del futuro alla Mostra del cinema di Venezia per il suo lungometraggio d'esordio, The Childhood of a Leader - L'infanzia di un capo (2015). Nel 2024 ha diretto il film The Brutalist, per il quale si è aggiudicato il Leone d'argento - Premio speciale per la regia al Festival di Venezia, due Golden Globe rispettivamente come miglior film drammatico e miglior regista e il BAFTA al miglior regista, venendo candidato a tre Premi Oscar.

## Biografia

### Infanzia e ruoli giovanili (2000-06)

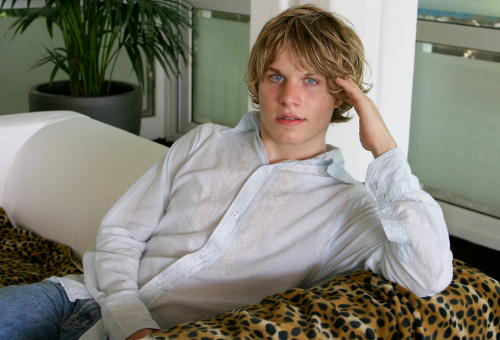
Corbet nel 2004.

Nato nell'Arizona e cresciuto nel Colorado, è il figlio unico di una madre single di mestiere intermediaria per mutui ipotecari. Si avvicina alla recitazione dopo che quest'ultima lo accompagna all'età di 7 anni ad un provino per il film Paradiso perduto (1998), vista la sua passione per il cinema. Pur non ottenendo la parte, Corbet riesce a superare diverse fasi nel processo di selezione, tanto da guadagnarsi un agente con il quale cominciare la propria carriera di attore bambino. Il suo primo impiego sarà per una pubblicità di una catena di supermercati del Sudovest.
Esordisce all'età di 11 anni con un episodio della sitcom The King of Queens, per poi ricoprire altri ruoli minori in televisione e occasionalmente doppiare anime come NieA 7 o I My Me! Strawberry Eggs. Ottiene il suo primo ruolo al cinema con Thirteen - 13 anni (2003), dove recita accanto a Holly Hunter ed Evan Rachel Wood nel ruolo del fratello maggiore della protagonista. Ad esso fa seguire nel 2004 due ruoli da protagonista: nel film per famiglie Thunderbirds e in Mysterious Skin di Gregg Araki, dove interpreta a fianco di Joseph Gordon-Levitt un diciottenne vittima di abusi sessuali, nonostante avesse 14 anni al momento delle riprese e il suo "coetaneo" Gordon-Levitt 21. Il primo di questi gli era stato offerto dai produttori, gli stessi di Thirteen, mentre il secondo è stato il primo ruolo «che abbia mai perseguito volontariamente», essendo già un fan del regista. Il suo ultimo ruolo prima della maggiore età è stato quello di un personaggio ricorrente nella quinta stagione della serie televisiva 24.

### Ruoli nel cinema d'autore (2007-14)
Nel 2007 interpreta assieme a Michael Pitt uno dei due psicopatici che sequestrano e torturano la famiglia di Naomi Watts e Tim Roth nel film Funny Games di Michael Haneke. Corbet aveva conosciuto il regista austriaco, di cui era un grande ammiratore, diversi anni prima a una proiezione del suo film Storie (2000) all'Egyptian di Los Angeles in occasione di una retrospettiva e i due erano rimasti in contatto da allora. Una volta saputo che Haneke intendeva realizzare un remake shot-for-shot del suo omonimo film del 1997 negli Stati Uniti, si era proposto per la parte ed era stato scelto dopo un singolo provino. Il film segna una svolta nella carriera di Corbet non solo nel tipo di ruoli che avrebbe interpretato d'allora innanzi, ma anche perché è durante la sua lavorazione che riesce a convincere il produttore Chris Coen a finanziare il suo primo film da regista, il cortometraggio Protect You + Me, con la fotografia di Darius Khondji, grazie a cui vince il premio per il miglior corto al Sundance Film Festival l'anno seguente all'età di 20 anni.
Durante questo periodo, stende una prima versione della sceneggiatura di The Childhood of a Leader, col quale medita di esordire alla regia di un lungometraggio, ma finisce per accantonarlo dopo averlo giudicato troppo ambizioso per un ventenne. Nel frattempo, si ritrova ad accettare per ragioni finanziarie due ruoli episodici nelle serie TV Law & Order - I due volti della giustizia e Law & Order - Unità vittime speciali quando sua madre perde il lavoro nel tracollo della Fannie Mae allo scoppio della crisi dei subprime ed entrambi si ritrovano al verde. In questo periodo, Corbet si mantiene principalmente lavorando come script doctor per film altrui.
Nel 2011 torna al cinema con due ruoli secondari, interpretando per un altro grande nome del cinema d'autore europeo, Lars von Trier, il remissivo Tim in Melancholia ed il membro di una setta nell'indipendente americano La fuga di Martha. L'anno seguente firma il soggetto di un altro film indie dove è anche protagonista, Simon Killer (2012), che segna il suo primo lavoro accreditato da sceneggiatore: in questo frangente matura definitivamente la decisione di lasciare la recitazione. Tuttavia, durante una permanenza in Europa per pianificare le riprese di The Childhood of a Leader, si trova nuovamente a lavorare come attore, recitando in piccole parti per dei protagonisti del cinema d'autore francese o europeo che ammirava o con cui era già in rapporti d'amicizia: Olivier Assayas (Sils Maria), Bertrand Bonello (Saint Laurent), Mia Hansen-Løve (Eden), e Ruben Östlund (Forza maggiore). Sempre nel 2014, recita nel suo ultimo film, Escobar.
Ha commentato a proposito di questa fase della sua carriera:
È strano che abbia continuato a recitare così a lungo, perché per anni non ho fatto altro che parlare di come avrei smesso e fatto il regista. Ma la ragione [...] è che continuava a presentarsi l'opportunità di lavorare con persone che mi piacevano davvero. E ogni volta facevo: "Oh, adoro i tuoi film. Certo che ho una settimana libera, certo che ho un mese libero..." e così via. Ho lavorato per persone per le quali sarei stato felice di lavare i pavimenti sul set solo per vederli all'opera, figuriamoci godere del rapporto privilegiato che condividono attore e regista.

### Dietro la macchina da presa (2015-presente)
Nel 2015 esordisce alla regia di un lungometraggio con The Childhood of a Leader - L'infanzia di un capo, un film sull'educazione di un futuro dittatore all'indomani della prima guerra mondiale, basato su un racconto di Sartre. Corbet si è trovato ad affrontare molte difficoltà in fase di finanziamento, essendo il film in costume, in parte recitato in francese e con protagonista un bambino: «praticamente l'unica notizia positiva è che non è lungo quattro ore e mezza ed è colori», avrebbe commentato. È interpretato da Bérénice Bejo, Liam Cunningham, Stacy Martin, Robert Pattinson e Yolande Moreau, mentre per la colonna sonora riesce a coinvolgere il cantante Scott Walker. Concorrendo nella sezione Orizzonti della 72ª Mostra internazionale d'arte cinematografica di Venezia, frutta al ventisettenne Corbet il plauso unanime della critica, il premio per il miglior regista e quello per il miglior film d'esordio: il presidente della giuria, Jonathan Demme, ne paragona l'esordio a quello di Orson Welles.
Nel 2018 scrive e dirige il suo secondo lungometraggio, Vox Lux, su una ragazza sopravvissuta a un attentato che diventa anni dopo una famosa popstar, interpretata da Natalie Portman, e sull'ascendente che esercita sul pubblico. Per le musiche collabora nuovamente con Walker, assistito da Sia nella composizione dei brani musicali cantati dalla protagonista. Presentato stavolta nel concorso principale a Venezia, non riscuote il medesimo successo del predecessore.

### Vita privata
Cinefilo sin dalla più tenera età, la sua lista di registi preferiti da dodicenne includeva Andrej Tarkovskij e Carl Theodor Dreyer, mentre, ancor prima di compierne 18, era riuscito a recitare da protagonista nei film di altri suoi beniamini, come Gregg Araki e Michael Haneke, quest'ultimo dopo averlo conosciuto alla proiezione di uno dei suoi film e averlo impressionato con la sua conoscenza in materia. Tra gli altri suoi cineasti preferiti c'è Ulrich Seidl. Descritto in un articolo del Guardian del 2018 come «un eurofilo intellettuale duro e puro», oltre il cinema è appassionato dello scrittore W. G. Sebald, del pittore Anselm Kiefer e della compositrice Kaija Saariaho.
È legato sentimentalmente alla regista norvegese Mona Fastvold, che ha co-sceneggiato tutti i suoi film. I due si sono conosciuti sul finire degli anni duemila tramite l'attore Christopher Abbott e, dopo avere collaborato diverse volte, sono diventati una coppia durante la lavorazione del film The Sleepwalker (2014). La loro prima figlia è nata nel 2014.

## Filmografia

### Attore

#### Lungometraggi
- Thirteen - 13 anni (Thirteen), regia di Catherine Hardwicke (2003)
- Thunderbirds, regia di Jonathan Frakes (2004)
- Mysterious Skin, regia di Gregg Araki (2004)
- Friendly Fire, regia di Michele Civetta (2006)
- Sunny & Share Love You, regia di Matthew Buzzell (2007)
- Funny Games, regia di Michael Haneke (2007)
- La Dérive, regia di Philippe Terrier-Hermann (2009)
- Two Gates of Sleep, regia di Alistair Banks Griffin (2010)
- La fuga di Martha (Martha Marcy May Marlene), regia di Sean Durkin (2011)
- Melancholia, regia di Lars von Trier (2011)
- Simon Killer, regia di Antonio Campos (2012)
- The Sleepwalker, regia di Mona Fastvold (2014)
- Saint Laurent, regia di Bertrand Bonello (2014)
- Forza maggiore (Turist), regia di Ruben Östlund (2014)
- Sils Maria (Clouds of Sils Maria), regia di Olivier Assayas (2014)
- Eden, regia di Mia Hansen-Løve (2014)
- Giovani si diventa (While We're Young), regia di Noah Baumbach (2014)
- Escobar (Escobar: Paradise Lost), regia di Andrea Di Stefano (2014)

#### Cortometraggi
- Full-Dress, regia di Carlos Puga (2009)
- Mary Last Seen, regia di Sean Durkin (2010)
- All In, regia di Jenna Elizabeth (2012)
- The God Phone, regia di Dean Colin Marcial (2012)
- Atlantic Avenue, regia di Laure de Clermont-Tonnerre (2013)
- Karaoke!, regia di Andrew Renzi (2013)

#### Televisione
- The King of Queens – serie TV, episodio 2x21 (2000)
- Oliver Beene – serie TV, episodio 1x08 (2003)
- Greetings from Tucson – serie TV, episodio 1x22 (2003)
- 24 – serie TV, 6 episodi (2006)
- Law & Order - I due volti della giustizia (Law & Order) – serie TV, episodio 19x03 (2008)
- Law & Order - Unità vittime speciali (Law & Order: Special Victims Unit) – serie TV, episodio 11x11 (2010)
- Olive Kitteridge – miniserie TV, 2 puntate (2014)

### Regista

#### Cinema
- Protect You + Me. – cortometraggio (2008)
- The Childhood of a Leader - L'infanzia di un capo (The Childhood of a Leader) (2015)
- Vox Lux (2018)
- The Brutalist (2024)

#### Televisione
- The Crowded Room – miniserie TV, 3 puntate (2023)

#### Video musicali
- Thérèse – Maya Hawke (2022)

### Sceneggiatore
- Protect You + Me., regia di Brady Corbet – cortometraggio (2008)
- Simon Killer, regia di Antonio Campos (2012) - soggetto
- The Sleepwalker, regia di Mona Fastvold (2014)
- The Childhood of a Leader - L'infanzia di un capo (The Childhood of a Leader), regia di Brady Corbet (2015)
- Vox Lux, regia di Brady Corbet (2018)
- The Brutalist, regia di Brady Corbet (2024)

### Produttore
- The Childhood of a Leader - L'infanzia di un capo (The Childhood of a Leader), regia di Brady Corbet (2015)

## Riconoscimenti
- Premio Oscar
  - 2025 - Candidatura al miglior film per The Brutalist
  - 2025 - Candidatura al miglior regista per The Brutalist
  - 2025 - Candidatura alla migliore sceneggiatura originale per The Brutalist

- Golden Globe
  - 2025 - Miglior film drammatico per The Brutalist
  - 2025 - Miglior regista per The Brutalist
  - 2025 - Candidatura alla migliore sceneggiatura per  The Brutalist

- Premio BAFTA
  - 2025 - Miglior regista per The Brutalist
  - 2025 - Candidatura per il miglior film per The Brutalist
  - 2025 - Candidatura alla migliore sceneggiatura originale per  The Brutalist

- Critics Choice Award
  - 2025 - Candidatura al miglior film per The Brutalist
  - 2025 - Candidatura al miglior regista per The Brutalist
  - 2025 - Candidatura alla migliore sceneggiatura originale per  The Brutalist

- Mostra internazionale d'arte cinematografica di Venezia
  - 2015 – Leone del futuro - Premio Venezia opera prima "Luigi De Laurentiis" per The Childhood of a Leader - L'infanzia di un capo
  - 2015 – Premio Orizzonti per il miglior regista per The Childhood of a Leader - L'infanzia di un capo
  - 2015 – Menzione speciale al Premio FIPRESCI per The Childhood of a Leader - L'infanzia di un capo
  - 2018 – In concorso per il Leone d'oro con Vox Lux
  - 2024 – Leone d'argento - Premio speciale per la regia per The Brutalist
  - 2024 – In concorso per il Leone d'oro con The Brutalist

## Doppiatori italiani
Nelle versioni in italiano delle opere in cui ha recitato, Brady Corbet è stato doppiato da:
- Davide Perino in Thirteen - 13 anni, Funny Games, Melancholia, Olive Kitteridge
- Flavio Aquilone in Law & Order - Unità vittime speciali, Giovani si diventa
- Emiliano Coltorti in La fuga di Martha
- Alessio De Filippis in Thunderbirds
- Stefano De Filippis in Mysterious Skin
- Andrea Mete in 24
- Renato Novara in Escobar
- Marco Vivio in Forza maggiore